# Amurrú (isten)

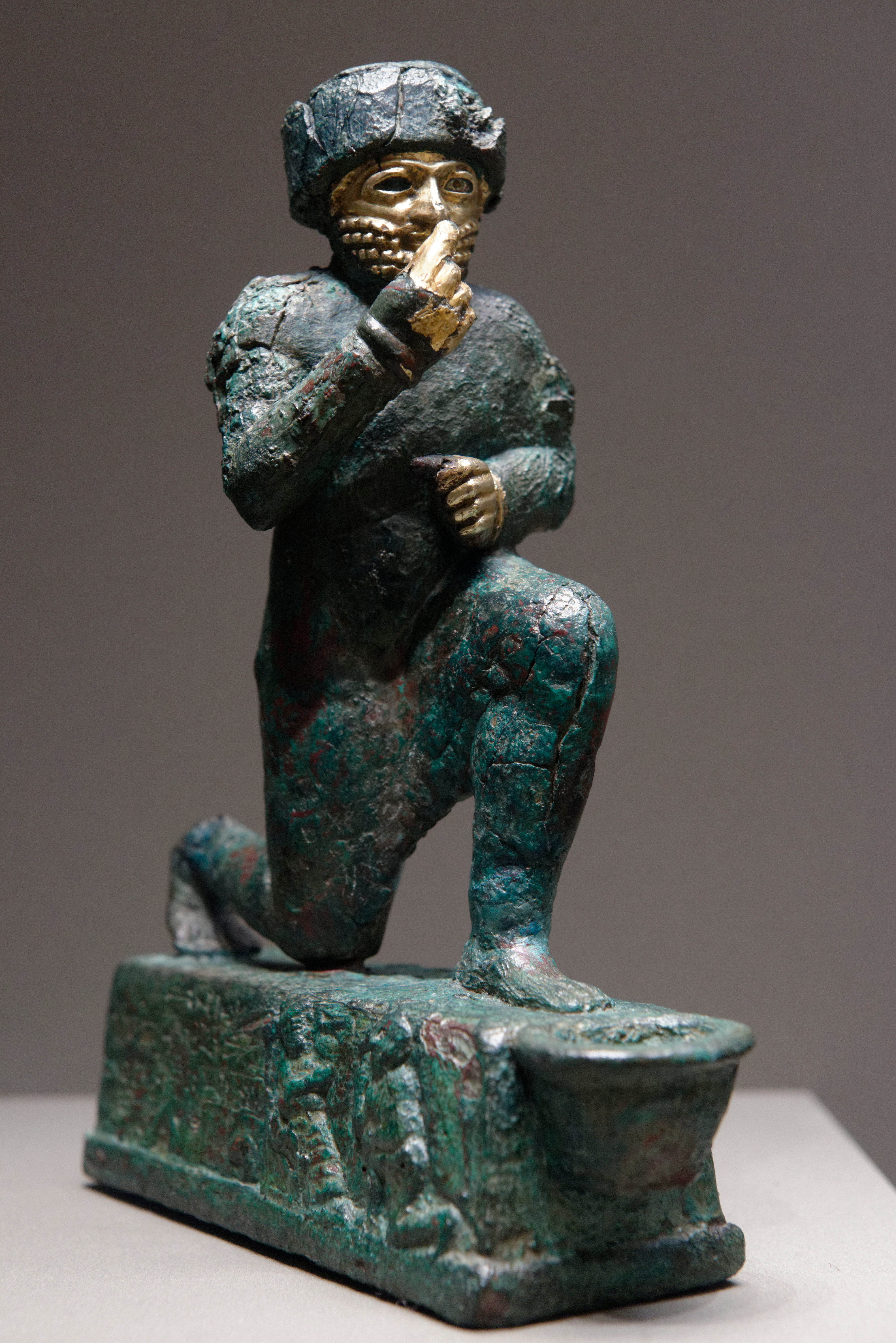
A larszai imádkozó, aki Hammurapi hosszú életéért könyörög Amurrú istennek

Amurrú (akkád név, sumer neve: Martu, esetleg Mardu) az amorita nomádok deifikációja, később viharisten volt. Az i. e. 2. évezredben bekerült a babiloni panteonba, amikor az amoriták bevándoroltak Mezopotámiába. Nem tévesztendő össze Marduk babiloni főistennel.
Az akkád mitológia szerint felesége Bélet-Széri, később Asratum vagy Atirat is szóba kerül feleségeként. Egy óbabiloni korú, sumer nyelvű mítosz – amely csak egyetlen példányban ismert –, Martu házassága azt meséli el, hogyan vette feleségül Numusda, Kazallu város főistene lányát. Ez egy etiológiai mítosz, amely azt magyarázza el, hogyan vándoroltak be az amurrúk Mezopotámiába illetve hogyan került be Martu a babiloni panteonba.
A legelső ismert sumer eposz a Martu nevet használja. Ez a név azonos a nyugati sémik, vagyis az amoriták sumer nevével, amit mar-tu, mar-du, mar-du2, mar-du8, mar-du10 írásváltozatokkal jegyeztek le. Martu alakja a nomádokat jelképezi, amikor Numusda lányát a többi isten megpróbálja lebeszélni a házasságról, a nomádok jellemzőit sorolják fel:

„A hegységben fegyver a társa, sátorlakó ő, eső és szél veri, imákat sem mond, térdre borulni nem tud, nyersen falja a húst, amíg él még háza sincsen, hogyha meghal, nem temetik sírba.”

– Komoróczy Géza fordítása

Az amoriták az i. e. 3. és i. e. 2. évezred fordulóján jelentek meg Észak-Mezopotámiában, meggyengítették a III. uri dinasztia államát, és gyors ütemben települtek be Dél-Mezopotámiába is. Az eposz legkésőbb az i. e. 17. században keletkezett, így nyilvánvalóan az amoriták asszimilációjának mitikus megfogalmazása. Mítoszként így nem is az igazi, csak mitikus jellegű eposz.
Martu/Amurrú valószínűleg azonos az amorita Éllel, ezért is lehet az, hogy az amorita uralkodók nevében sokkal gyakorib az Il - ld. pl. Ila-kabkabi, mint az Amurrú.